# ویکتور ماتوینکو
ویکتور ماتوینکو (اوکراینی: Віктор Антонович Матвієнко؛ ۹ نوامبر ۱۹۴۸ – ۲۹ نوامبر ۲۰۱۸) بازیکن و مربی فوتبال اهل اتحاد جماهیر شوروی سوسیالیستی بود.
از باشگاه‌هایی که در آن بازی کرده‌است می‌توان به باشگاه فوتبال متالورگ زاپروژیا، باشگاه فوتبال دنیپرو، و باشگاه فوتبال دینامو کی‌یف اشاره کرد.
وی همچنین در تیم ملی فوتبال شوروی بازی کرده‌است.